# Papilio eurymedon
Espèce
Papilio eurymedon ou Machaon pâle est une espèce d'insectes lépidoptères qui appartient à la famille des Papilionidae, à la sous-famille des Papilioninae et au genre Papilio.

## Dénomination
Il a été nommé Papilio eurymedon par Hippolyte Lucas en 1852.

### Synonymes
- Papilio antinous Donovan, 1805
- Papilio eurymedon Boisduval, 1852
- Papilio albanus C. & R. Felder, [1864]
- Papilio lewisii Kirby, 1884
- Papilio eurymedon ab. subnigrata Schultz, 1908
- Papilio eurymedon f. albanus ab. cocklei Gunder, 1925
- Papilio eurymedon f. albanus tr.f. columbiana Gunder, 1925[1].

### Noms vernaculaires
Papilio eurymedon se nomme Pale Swallowtail et Pallid Tiger Swallowtail en anglais,.

## Description
Papilio eurymedon est un grand papillon (son envergure varie de 90 à 115 mm) de couleur blanc crème à jaune pâle rayé de larges bandes noires. Il est de forme vaguement triangulaire et possède une queue. Il présente une bordure noire aux antérieures et aux postérieures et une lunule anale bleue.

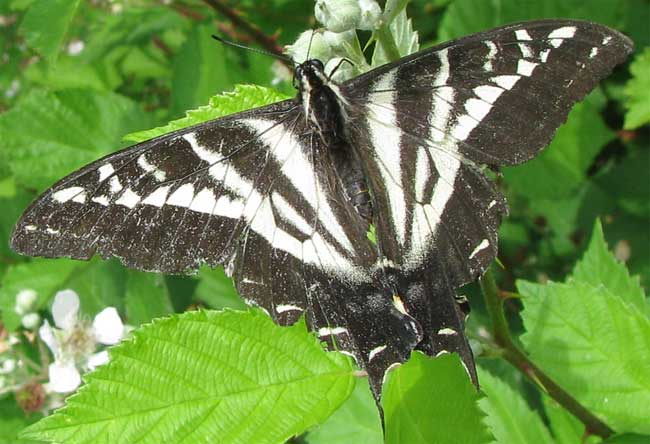
Papilio eurymedon

### Chenille et chrysalide
Les chenilles sont vertes avec une bande unique jaune. Elles ont deux points en forme d’œil pour effrayer les prédateurs.

## Biologie
Les œufs sont déposés isolément sur des plantes nourricières.

### Période de vol et hivernation
Les imagos volent entre avril et octobre suivant leur habitat (avril à juillet au Canada).
Il hiverne à l’état de chrysalide.

### Plantes hôtes
Les plantes hôtes de sa chenille sont très nombreuses des Rosaceae, des Rhamnaceae, des Betulaceae et en particulier des Prunus Prunus emarginata, Prunus emarginata, Prunus virginiana, Prunus virginiana ssp. demissa, Prunus ilicifolia, Prunus persica, Prunus domestica, des Crataegus, Crataegus rivularis, Crataegus douglasii, des Ceanothus, Ceanothus fendleri, Ceanothus velutinus, Ceanothus prostratus, Ceanothus sanguineus et Rhamnus californica,.

## Écologie et distribution
Il réside dans tout l’ouest de l’Amérique du Nord de la Basse-Californie à la Colombie-Britannique. Plus à l’est, il est présent jusque dans le Montana, le Wyoming et le Nouveau-Mexique. Au Canada il est présent dans le sud de la Colombie-Britannique et dans le sud-ouest de l'Alberta,.

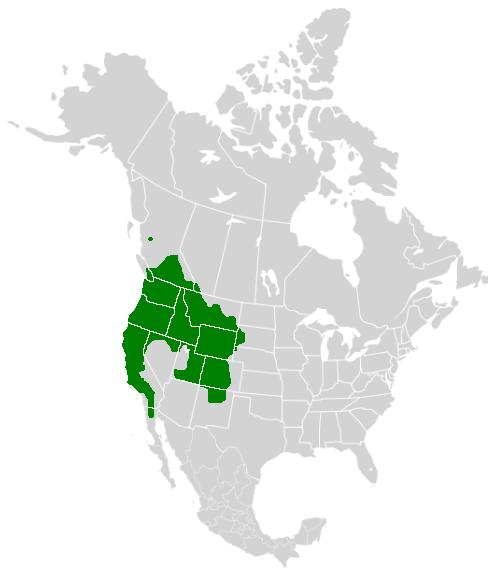
carte de résidence

### Biotope
Il réside dans les lieux ouverts. Il apprécie les régions boisées à proximité de plans d’eau.

### Protection
Pas de statut de protection particulier.